# Saralbhanga
Saralbhanga és un riu d'Assam que neix a Bhutan i corre en direcció sud cap a Goalpara fins a desaiguar al riu Brahmaputra. El riu servia a Assam com a ruta comercial pels natius, especialment per la fusta i altres productes de la jungla. El seu curs és de 130 km. El seu afluent principal és el Gaurang.